# Маркиз де Сад (фильм)
Маркиз де Сад (фр. Sade) — французский биографический фильм режиссёра Бенуа Жако, поставленный в 2000 году. В основу сюжета положена эпизод из жизни французского писателя Донасьена Альфонса Франсуа де Сада, более известного как маркиз де Сад.

## Сюжет
Франция, 1794 год. После долгих скитаний по тюрьмам маркиз де Сад, аристократ, превратившийся в соблазнителя, жертва пуританского террора Робеспьера, оказывается в закрытом пансионе Пикпюс, где роскошное общество дворян и мошенников спасается от смерти, опустошая свои карманы. Здесь он встречает юную и невинную Эмили, тут же решая выложить ей откровенные уроки жизни и любви. Не потеряв бравады и чувства юмора, этот «аморальный учитель» ставит в стенах Пикпюса свою новую пьесу, стремясь отвлечь свою ученицу и её окружение от холодного блеска гильотины, которая безжалостно вершит свой жестокий суд. Но скромный рай уже превратился в ад, и скоро ветер истории понесет свободолюбивого развратника навстречу вечности и бессмертию.

## В ролях
| Актёр            | Роль              |
| ---------------- | ----------------- |
| Даниэль Отёй     | маркиз де Сад     |
| Марианн Деникур  | любовница де Сада |
| Жанна Балибар    | мадам Сантери     |
| Изильд Ле Беско  | Эмили             |
| Жан-Пьер Кассель | виконт            |
| Джалиль Леспер   | Августин          |